# Fengtai, Tianjin
Fengtai är en köping i Kina. Den ligger i storstadsområdet Tianjin, i den norra delen av landet, omkring 68 kilometer nordost om stadens centrum.